# Acantholimnophila bispina
Acantholimnophila bispina là một loài ruồi trong họ Limoniidae. Chúng phân bố ở miền Australasia.